# Monte Maggio (Appennino Ligure)
Il Monte Maggio è una montagna dell'Appennino Ligure (nel gruppo della Catena dei Monti Liguri) che raggiunge i 978 m s.l.m..

## Toponimo

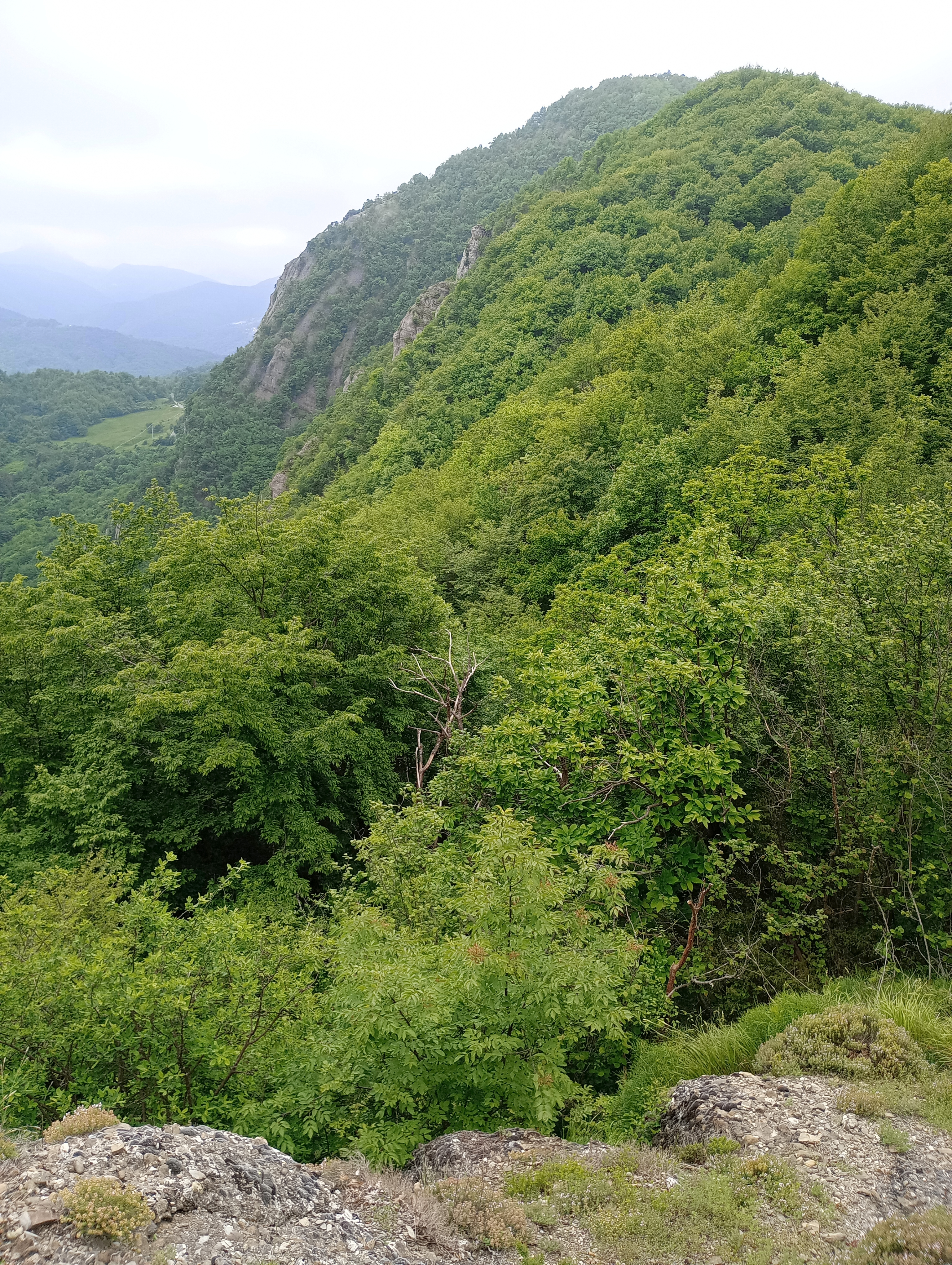
Vista da nord-est

Il nome della montagna, anche citata in alcuni documenti come Monte Maglio, potrebbe derivare dal latino Mons Major (Monte Maggiore), in quanto spicca rispetto ad altri rilievi circostanti di minor mole. Una spiegazione alternativa è quella che riconduce il nome del monte ad un termine con il semplice significato di altura.

## Descrizione
Il Monte Maggio si trova in destra idrografica della Valle Scrivia, su un breve crinale che divide la conca di Casella da quella di Savignone. Le sue pendici sono drenate da vari piccoli rii affluenti o sub-affluenti dello Scrivia. Amministrativamente si trova in comune di Savignone (GE). Sulla cima si trovano una panchina e un piccolo pilone votivo, Il panorama è piuttosto vasto e comprende anche un breve tratto di Mar Ligure e uno scorcio sulla Pianura Padana.

## Geologia
La montagna è composta prevalentemente di puddinga o, più propriamente, da conglomerati risalenti all'oligocene.

## Storia

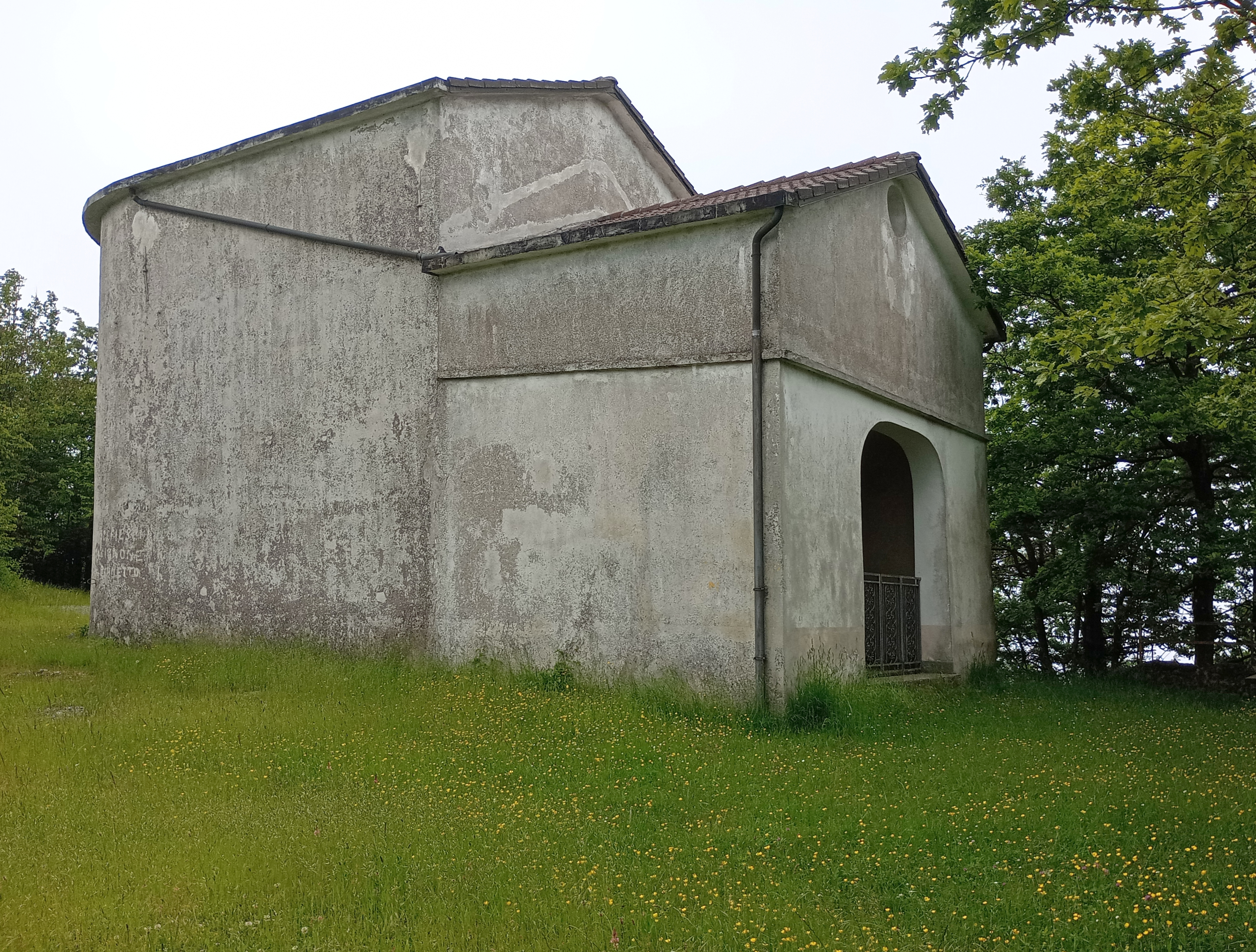
Cappella del Sacro Cuore

Nell'Ottocento alle falde della montagna era attiva una cava di pietra da lavoro analoga a quella che si estraeva nella vicina Pietrabissara. Poco sotto la cima si trova una chiesa dedicata al Sacro Cuore e costruita nel 1883.
Nel 1883 venne eretta, poco al di sotto della cima, una chiesetta dedicata al Sacro Cuore. La montagna diede il nome alla Colonia montana di Monte Maggio, una grossa struttura per vacanze costruita nel 1933 attorno agli 800 m metri di quota, ad ovest della cima della montagna.

## Accesso alla vetta

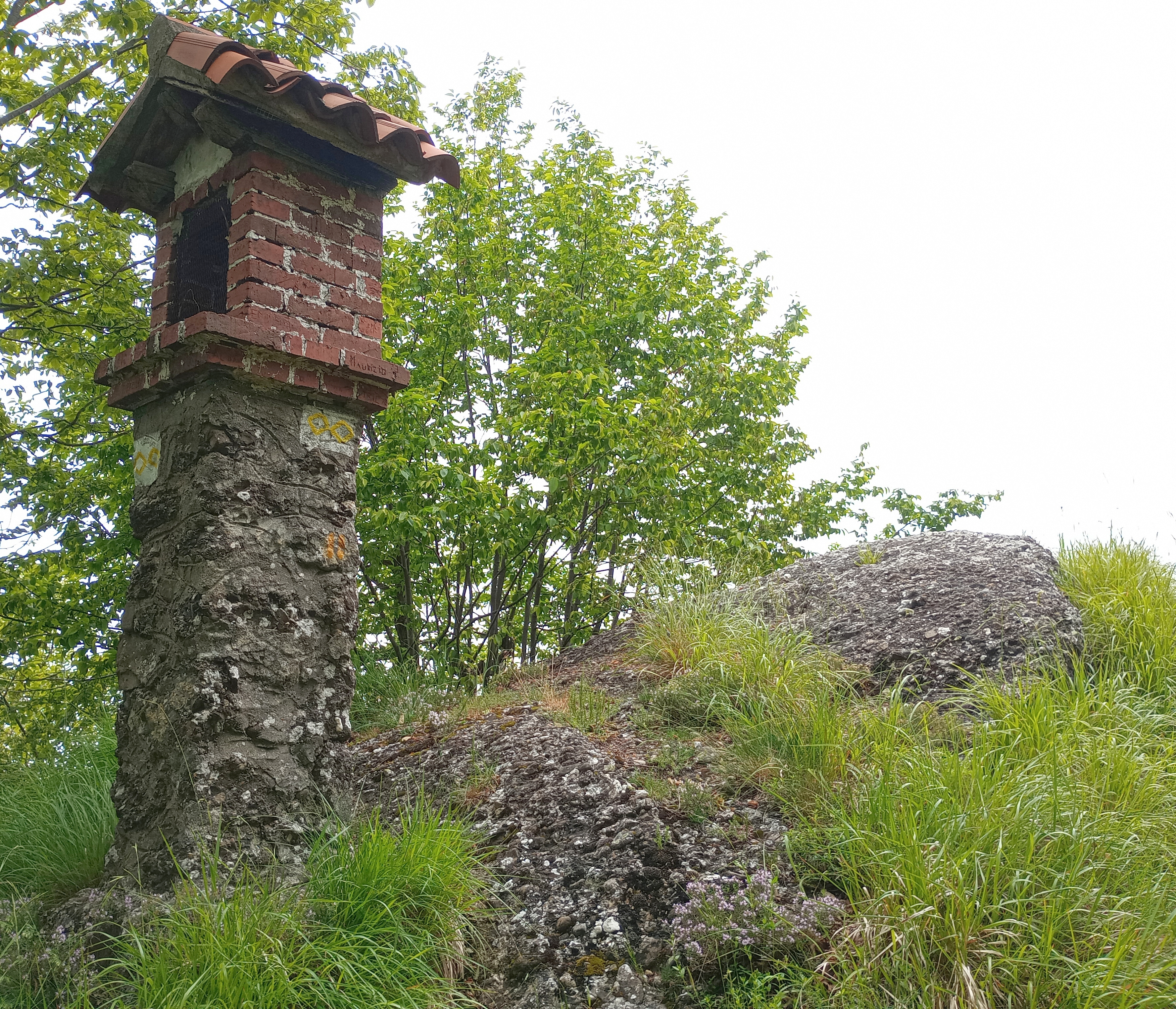
La cima del monte

Una comoda via per salire alla cima è quella con partenza dalla vecchia colonia di Montemaggio: si tratta di un ampio viottolo sterrato che raggiunge la chiesetta del Sacro Cuore, dalla quale in poche decine di metri si può salire alla cima del monte. Per la cima del monte passa anche un itinerario escursionistico che collega Casella a Crocefieschi, segnalato dalla FIE con due rombi gialli. Questo percorso può cominciare dalla Stazione di Casella Paese della Ferrovia Genova-Casella.